# Largie Ramazani
Largie Ramazani (Berchem-Sainte-Agathe, 2001. február 27. –) belga korosztályos válogatott labdarúgó, az angol Leeds United csatára.

## Pályafutása

### Klubcsapatokban
Ramazani a belga Berchem-Sainte-Agathe községben született. Az ifjúsági pályafutását az Anderlecht és az angol Charlton Athletic csapataiban kezdte, majd 2017-ben a Manchester United akadémiájánál folytatta.
2019-ben mutatkozott be a Manchester United első osztályban szereplő felnőtt csapatában, ám a klubnál egy ligamérkőzésen sem lépett pályára. 2020. augusztus 24-én ötéves szerződést kötött a spanyol másodosztályban érdekelt Almería együttesével. Először a 2020. október 24-ei, Fuenlabrada ellen 3–0-ra megnyert mérkőzés 83. percében, José Corpas cseréjeként lépett pályára. Első gólját 2020. november 5-én, a Sabadell ellen 2–1-es győzelemmel zárult találkozón szerezte meg. A 2021–22-es szezonban feljutottak az első osztályba. 2022. augusztus 14-én, a Real Madrid ellen hazai pályán 2–1-re elvesztett találkozón debütált, majd a 6. percben megszerezte első gólját a La Ligában.
2024. augusztus 22-én az Championship-ben szereplő Leeds United szerződtette.

### A válogatottban
Ramazani az U17-es, az U18-as és U19-es korosztályú válogatottakban is képviselte Belgiumot.
2020-ban debütált a belga U19-es válogatottban. 2020. február 20-án, Luxemburg ellen 2–0-ra megnyert barátságos mérkőzésen lépett pályára és egyben meg is szerezte első gólját a válogatottban.
2022-ben mutatkozott be az U21-es korosztályban. Először a 2022. szeptember 23-ai, Hollandia ellen 2–1-re elvesztett mérkőzésen lépett pályára. Első gólját 20222. szeptember 26-án, Franciaország ellen 2–2-es döntetlennel zárult barátságos mérkőzésen szerezte meg.

## Statisztikák
2024. augusztus 18. szerint
| Klub              | Szezon   | Osztály          | Bajnokság | Bajnokság | Kupa és Ligakupa | Kupa és Ligakupa | Nemzetközi | Nemzetközi | Összesen | Összesen |
| Klub              | Szezon   | Osztály          | Meccs     | Gól       | Meccs            | Gól              | Meccs      | Gól        | Meccs    | Gól      |
| ----------------- | -------- | ---------------- | --------- | --------- | ---------------- | ---------------- | ---------- | ---------- | -------- | -------- |
| Manchester United | 2019–20  | Premier League   | 0         | 0         | 0                | 0                | 1          | 0          | 1        | 0        |
| Almería           | 2020–21  | Segunda División | 25        | 4         | 4                | 1                | —          | —          | 29       | 5        |
| Almería           | 2021–22  | Segunda División | 30        | 8         | 3                | 1                | —          | —          | 33       | 9        |
| Almería           | 2022–23  | La Liga          | 33        | 3         | 1                | 0                | —          | —          | 34       | 3        |
| Almería           | 2023–24  | La Liga          | 29        | 3         | 2                | 1                | —          | —          | 31       | 4        |
| Almería           | 2024–25  | Segunda División | 1         | 1         | 0                | 0                | —          | —          | 1        | 1        |
| Leeds United      | 2024–25  | Championship     | 0         | 0         | 0                | 0                | —          | —          | 0        | 0        |
| Összesen          | Összesen | Összesen         | 118       | 19        | 10               | 3                | 1          | 0          | 129      | 22       |

## Sikerei, díjai
Almería
- Segunda División
  - Győztes (1): 2021–22